# Agaronia
Agaronia là một chi ốc biển, là động vật thân mềm chân bụng sống ở biển trong họ Olividae.

## Các loài
Các loài thuộc chi Agaronia bao gồm:
- Agaronia acuminata (Lamarck, 1811)[2]
- Agaronia adamii Terzer, 1992[3]
- Agaronia annotata (Marrat, 1871)[4]
- Agaronia biraghii Bernard & Nicolay, 1984[5]
- Agaronia gibbosa (Born, 1778)[6]
- Agaronia griseoalba (E. von Martens, 1897)[7]
- Agaronia hiatula (Gmelin, 1791)[8]
- Agaronia hilli Petuch, 1987[9]
- Agaronia jesuitarum Lopez, Montonya, Lopez, 1988[10]
- Agaronia johnkochi Voskuil, 1990[11]
- Agaronia leonardhilli Petuch, 1987[12]
- Agaronia lutaria (Röding, 1798)[13]
- Agaronia nebulosa (Lamarck, 1811)[14]
- Agaronia nica Lopez, Montonya, Lopez, 1988[15]
- Agaronia plicaria Lamarc, 1811[16]
- Agaronia propatula (Conrad, 1849)[17]
- Agaronia razetoi Terzer, 1992[18]
- Agaronia testacea (Lamarck, 1811)[19]
- Agaronia travassosi Lange de Morretes, 1938[20]

## Hình ảnh

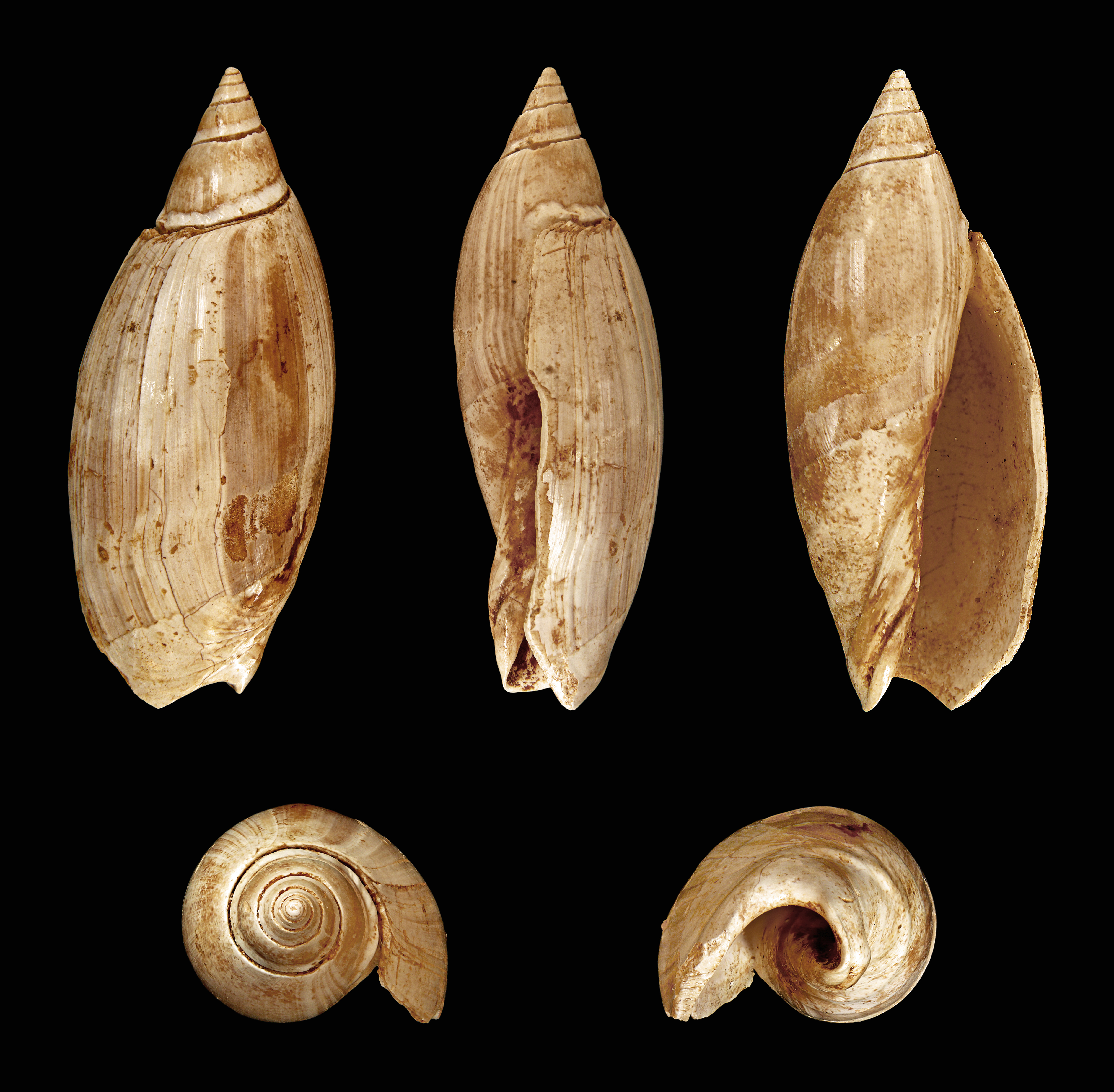